# Kevin Velasco
Kevin Andrés Velasco Bonilla (Cali; 30 de abril de 1997) es un futbolista colombiano. Juega de lateral izquierdo o extremo izquierdo y actualmente milita en el Athletico Paranaense de la Serie B Brasileña.

## Trayectoria

### Deportivo Cali
Es un jugador formado en las categorías inferiores del Deportivo Cali en donde logra ser promovido al plantel profesional en enero del 2017 y debutó el 14 de febrero del 2017 con el Cúcuta deportivo, después de no tener suficientes oportunidades de juego en Deportivo Cali, se marcha cedido.

### Cúcuta Deportivo
Llega cedido al Cúcuta Deportivo en donde juega muy poco debido a esta situación al término de su cesión esta vez es nuevamente cedido esta vez al Atlético FC.

### Atlético FC
En esta institución es tenido en cuenta disputando varios partidos y realizando varias asistencias para así al término de su cesión llega al Deportivo Cali en el año 2019.

### Deportivo Cali
Para el año 2019 al término de su cesión, regresa al conjunto azucarero a órdenes del director técnico Gerardo Pelusso Boyrie en el proyecto de este director técnico no es tenido en cuenta para el plantel titular disputando pocos partidos.

### 2020
Tras la destitución del director técnico en el  2018 Gerardo Pelusso Boyrie por los malos resultados del 2018, con la nueva contratación de un nuevo director técnico que fue Lucas Pusineri a mitad de 2019, ya se fue destacando mucho mejor. Vendría su mejor desempeño futbolístico con los directores técnicos Alfredo Arias Sánchez y Rafael Dudamel.

### 2021
Posteriormente, para el año 2021, en el torneo finalización demuestra un buen desempeño de la mano del director técnico Rafael Dudamel siendo pieza clave, anotando varios goles y asistencias para así lograr quedar campeón del Torneo Clausura 2021 derrotando en la final al Deportes Tolima sumando así la décima estrella para la escuadra azucarera.

### 2022
Hace su renovación de contrato para así disputar la fase de grupos de la Copa Libertadores 2022. A pesar de la eliminación de su equipo de la Copa Libertadores no fue obstáculo para poder anotar, le anotó al Club Always Ready para dar el empate al conjunto azucarero en la jornada 3 de dicho torneo, y además de darle asistencia a Guillermo Burdisso para el primer gol de cabeza a Club Atlético Boca Juniors en la primera jornada para sentenciar la victoria 2-0 para el cuadro azucarero.
Tras la eliminación del Torneo Apertura y de la Copa Colombia 2022, pudo anotar en el torneo apertura al Cortuluá con asistencia de Teófilo Gutiérrez sentenciando la victoria por 2-1  y de penal en la derrota 2-1 frente  al Jaguares Fútbol Club por la fecha 1 del torneo apertura, también le anotó al Atlético Junior para el empate 1-1 en el torneo apertura, anota su quinto gol del año en liga frente a Alianza Petrolera desde el punto penal por la octava fecha del torneo clausura, encuentro que finalizó 4-4.
También le anotó en el empate por 2-2 frente al independiente Medellín. 
El 25 de agosto del 2022 Marca su sexto gol del año frente a Jaguares Fútbol Club de penalti por la primera fecha del torneo, ya que había sido aplazada.
Marcó su séptimo gol del año en el empate frente al Once Caldas el 17 de octubre del 2022.

### 2023
Marca su primer gol de la temporada 2023 sentenciando la goleada 6-0 frente al Barranquilla FC por Copa Colombia 2023. Marcó 6 goles en el transcurso del torneo apertura entre ellos al Envigado, alianza petrolera, junior, América de cali.

### Club Puebla
El 21 de mayo del 2023 el Deportivo Cali comunica de forma oficial que se llegó a un acuerdo con el Club Puebla de la Primera División de México para la cesión con opción de compra por Kevin , se estimó que el valor de la transferencia a préstamo serían 200 mil dólares y la opción de compra obligatoria de un millón de dólares si cumple con un porcentaje de partidos.

## Selección nacional

### Selección absoluta
El 24 de mayo de 2022 es convocado por primera vez a la Selección Colombia Por el director técnico interino Héctor Cárdenas ,  Esta convocatoria con el fin  de disputar un amistoso frente a Arabia Saudita a comienzos de junio. Debutó el 5 de junio en la victoria 1-0 sobre Arabia Saudita.

## Palmarés

### Campeonatos nacionales
| Título              | Club           | País     | Año  |
| ------------------- | -------------- | -------- | ---- |
| Torneo Finalización | Deportivo Cali | Colombia | 2021 |